# Runa Malmer
Runa Kerstin Margareta Haage-Malmer, född 24 juni 1915 i Göteborg, död där 4 januari 2012, var en svensk målare.
Malmer studerade vid Slöjdföreningens skola och Hovedskous målarskola i Göteborg. Hennes konst består av folklivsskildringar som hon har fångat dels ur verkligheten, dels ut fantasin utförda i en naivistisk stil. Malmer är representerad i ett flertal kommuner. 